# Pleikard von Gemmingen († 1547)
Pleikard von Gemmingen (* um 1520; † 28. Januar 1547 in Bürg) war ein früher Vertreter der Linie Neckarzimmern/Bürg der Freiherren von Gemmingen. Er soll das frühere Kloster auf dem Ilgenberg bei Höchstberg geerbt haben und gilt als möglicher Erbauer von Schloss Presteneck.

## Leben
Er war ein Sohn des Eberhard von Gemmingen († 1572) aus dessen 1518 geschlossenen ersten Ehe mit Barbara von Wolfskehl († 1545). 1535 studierte er in Wittenberg und erhielt von seinem Vater, der Amtmann der oberen Grafschaft Katzenelnbogen war, die Pastorei in Biebesheim verliehen. Er hat sein Studium aber überraschend abgebrochen und zog mit Kaiser Karl V. nach Geldern, Gülch und Roermond. Später kämpfte er auf Seite der Fürsten im Schmalkaldischen Krieg, wo er an Hitzigem Fieber erkrankte, an dem er 1547 in Bürg starb. Er wurde in Neuenstadt am Kocher begraben.
In der Chronik des Klosters Schöntal berichtet der Schöntaler Prior Bartholomäus Kremer (1589–1661), dass Pleikard von Gemmingen das Schloss Presteneck errichtet habe und das Land St. Ilgenburg (ein früherer Klosterstandort auf dem Ilgenberg bei Höchstberg, seit 1523 im Besitz der Gemmingen, die das Kloster aufhoben) ererbt hätte. Dort hätte er die alte Ägidiuskapelle einem Untergriesheimer Bauern zur Wohnung gegeben. Inwiefern die Angaben Kremers über den Schlossbau in Presteneck zutreffend sind, lässt sich kaum mehr sagen. Pleikards Vater Eberhard hat sicher Besitz in Presteneck erworben, möglicherweise aber erst nach dem Tode Pleikards. Da Pleikard jung und ohne Nachkommen starb, kam Presteneck mit den anderen Gütern zunächst in die gemeinsame Verwaltung des Vaters und der Brüder Eberhard (1527–1583), Hans Walther († 1591) und Reinhard (1532–1598). Zehn Jahre nach dem Tod des Vaters fand 1582 eine Erbteilung statt, bei der Hans Walther Presteneck erhielt. Gemäß anderen Quellen gilt Hans Walther als Erbauer des heutigen Schlosses.